# Anacardium spruceanum
Anacardium spruceanum é uma espécie de plantas com flores. Foi descrito pela primeira vez por George Bentham e Adolf Engler. Anacardium spruceanum pertence ao gênero Anacardium, e família Anacardiaceae.
Este tipo de planta pode ser encontrada em:
- Venezuela
  - Estado de Amazonas
  - Estado de Bolívar
- leste da Bolívia
  - Departamento de Financiamento
- Suriname
- Guiana
- Guiana Francesa
- norte e nordeste do Brasil
  - Pará
  - Amazonas
  - Maranhão
- Colômbia
  - Departamento de Guainía

Não há tipos listados como este.